# Bruno Cetto

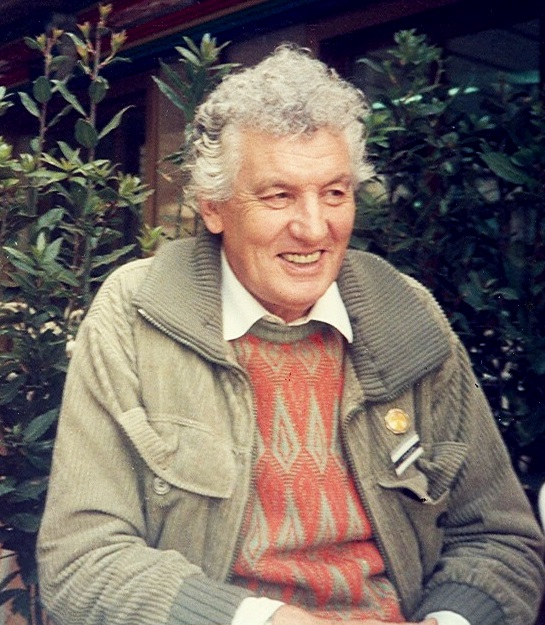
Bruno Cetto (1985)

Bruno Cetto (* 21. April 1921 in Trient; † 16. Juli 1991 in Rimini) war ein italienischer Mykologe und Autor.

## Leben

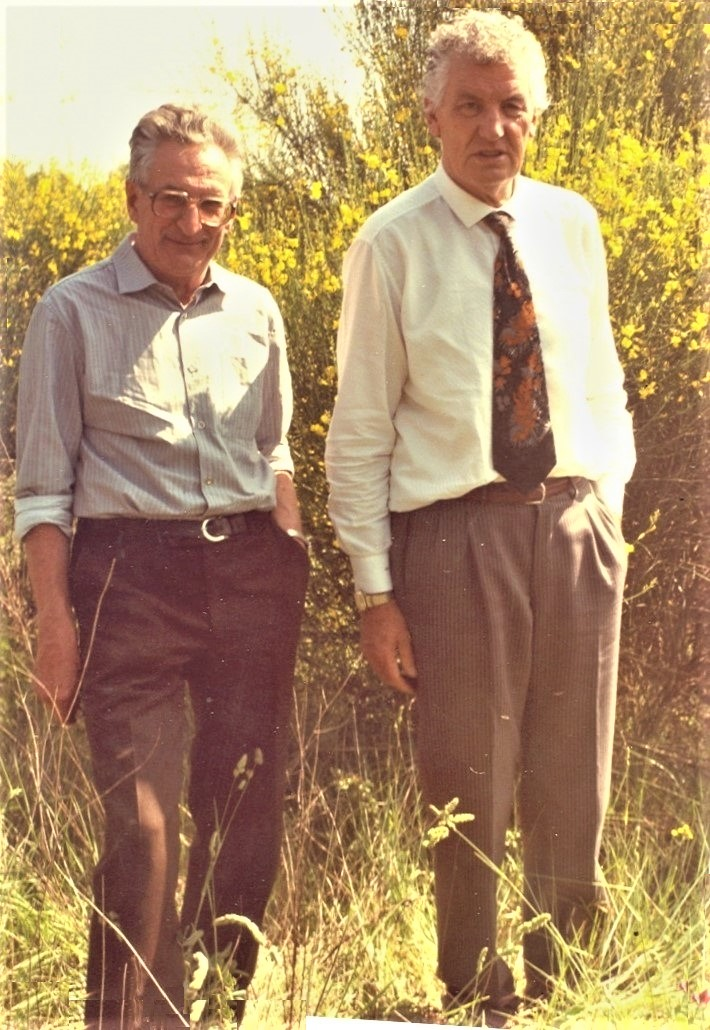
Bruno Cetto (rechts) mit dem befreundeten Mykologen Meinhard Moser

Bruno Cetto war Sohn des Gymnasialprofessors Adolfo Cetto, der Latein, Griechisch und Italienisch unterrichtete und später auch Direktor der städtischen Bibliothek in Trient war. Bruno Cetto studierte Maschinenbau mit dem Abschluss Dr. Ing., war zunächst selbstständiger Gutachter und später Direktor des Technischen Instituts in Trient. Cettos Interesse an Pilzen wurde im Alter von etwa 38 Jahren geweckt, als er einem erkrankten Freund seines Vaters, dem Radiologen und Pilzkundler Dr. Bacca, Pilze zur Untersuchung ans Krankenbett brachte.
Cetto trat der Gruppo micologico Giacomo Bresadola („pilzkundliche Gruppe Giacomo Bresadola“) bei und arbeitete sich intensiv ins Thema ein. In zahlreichen italienischen Publikationen versuchte er die Pilzkunde zu popularisieren. Mit einer wöchentlichen Fernsehsendung informierte er die Bevölkerung über die verschiedenen Pilzarten und ging dabei auch auf ihre Bedeutung in ökologischem Zusammenhang ein. Ebenso führte er seit den 1970er Jahren regelmäßig Ausbildungskurse für Pilzberater durch.
Cetto wohnte im Haus seiner verstorbenen Großeltern in Selva di Levico bei Levico Terme, richtete sich dort ein mykologisches Labor ein und stellte es auch Besuchern zur Verfügung. Weitere Interessen Cettos waren Kosmologie, Physik, Schwimmen und Fotografie. Seine Fotoausrüstung schleppte er oft über Stock und Stein, um Pilze in der Natur zu fotografieren. 1970 heiratete er Rita, geb. Ossi, aus Bozen. Diese sprach als Südtirolerin fließend Deutsch und ermöglichte es Cetto, seinen Kontakt zu dem österreichischen Mykologen Meinhard Michael Moser zu intensivieren.
Cettos Hauptwerk ist die siebenbändige Reihe I funghi dal vero, von der die ersten vier Bände jeweils auch ins Deutsche und ins Spanische übersetzt wurden. Als Cetto im Alter von 70 Jahren plötzlich im Sommerurlaub in Rimini starb, war der siebte Band noch unfertig; die Fototafeln waren ganz zusammengestellt, das Manuskript nur etwa zur Hälfte. Der noch fehlende Text wurde vom österreichischen Mykologen Anton Hausknecht nach Cettos Notizen verfasst, so dass der Band Ende 1992 erscheinen konnte. In Cettos I funghi dal vero werden über 3000 Pilzarten vorgestellt, darunter auch viele selten oder bis dahin noch gar nicht abgebildete Arten.

## Werk (Auswahl)
- I funghi dal vero. 7 Bde., Trento: Saturnia, 1970–1992.
  - Deutsche Übersetzung der ersten vier Bände zuerst unter dem Titel Der große Pilzführer, 4. Bde., 1978–1984, 2. Auflage unter dem Titel:
  - Enzyklopädie der Pilze; Band 1: Leistlinge, Korallen, Porlinge, Röhrlinge, Kremplinge u. a. München: BLV Verlagsgesellschaft 1987, ISBN 3-405-13474-9, 662 S.
  - Enzyklopädie der Pilze; Band 2: Schnecklinge, Trichterlinge, Ritterlinge, Rötlinge, Wulstlinge u. a. München: BLV Verlagsgesellschaft 1987, ISBN 3-405-13475-7, 729 S.
  - Enzyklopädie der Pilze; Band 3: Champignons, Schirmlinge, Tintlinge, Schüpplinge, Schleierlinge u. a. München: BLV Verlagsgesellschaft 1988, ISBN 978-3-405-13476-1, 796 S.
  - Enzyklopädie der Pilze; Band 4: Täublinge, Milchlinge, Boviste, Morcheln, Becherlinge u. a. München: BLV Verlagsgesellschaft 1988, ISBN 978-3-405-13477-8, 607 S.
  - Enzyklopädie der Pilze, Band 5: Registerband durch Ewald Gerhardt. München: BLV Verlagsgesellschaft 1989, ISBN 978-3-405-13478-5, 93 S.